# Cyclosorus interruptus
Cyclosorus interruptus är en kärrbräkenväxtart som först beskrevs av Carl Ludwig Willdenow, och fick sitt nu gällande namn av H. Itô. Cyclosorus interruptus ingår i släktet Cyclosorus och familjen Thelypteridaceae. Utöver nominatformen finns också underarten C. i. striatus.

## Bildgalleri

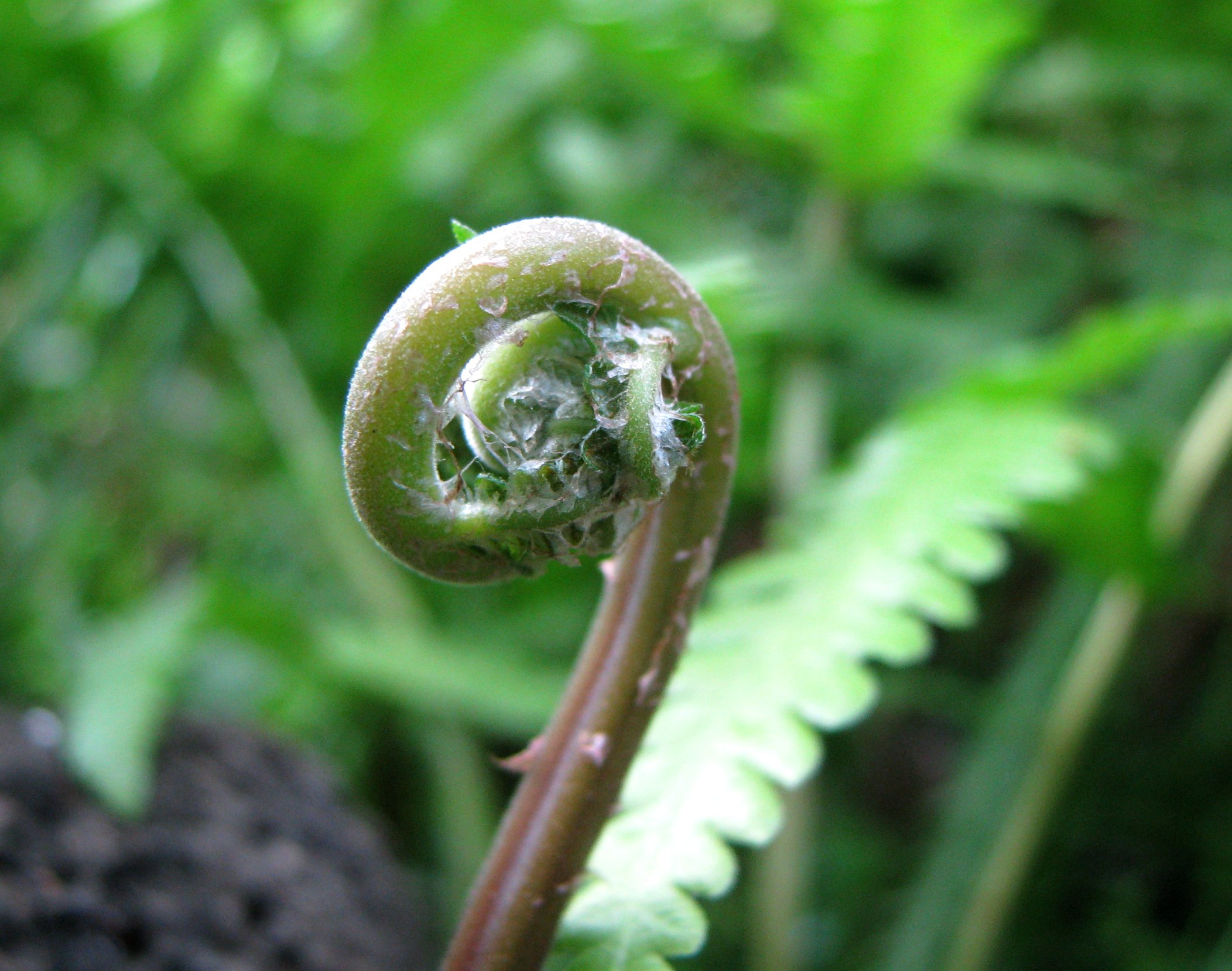
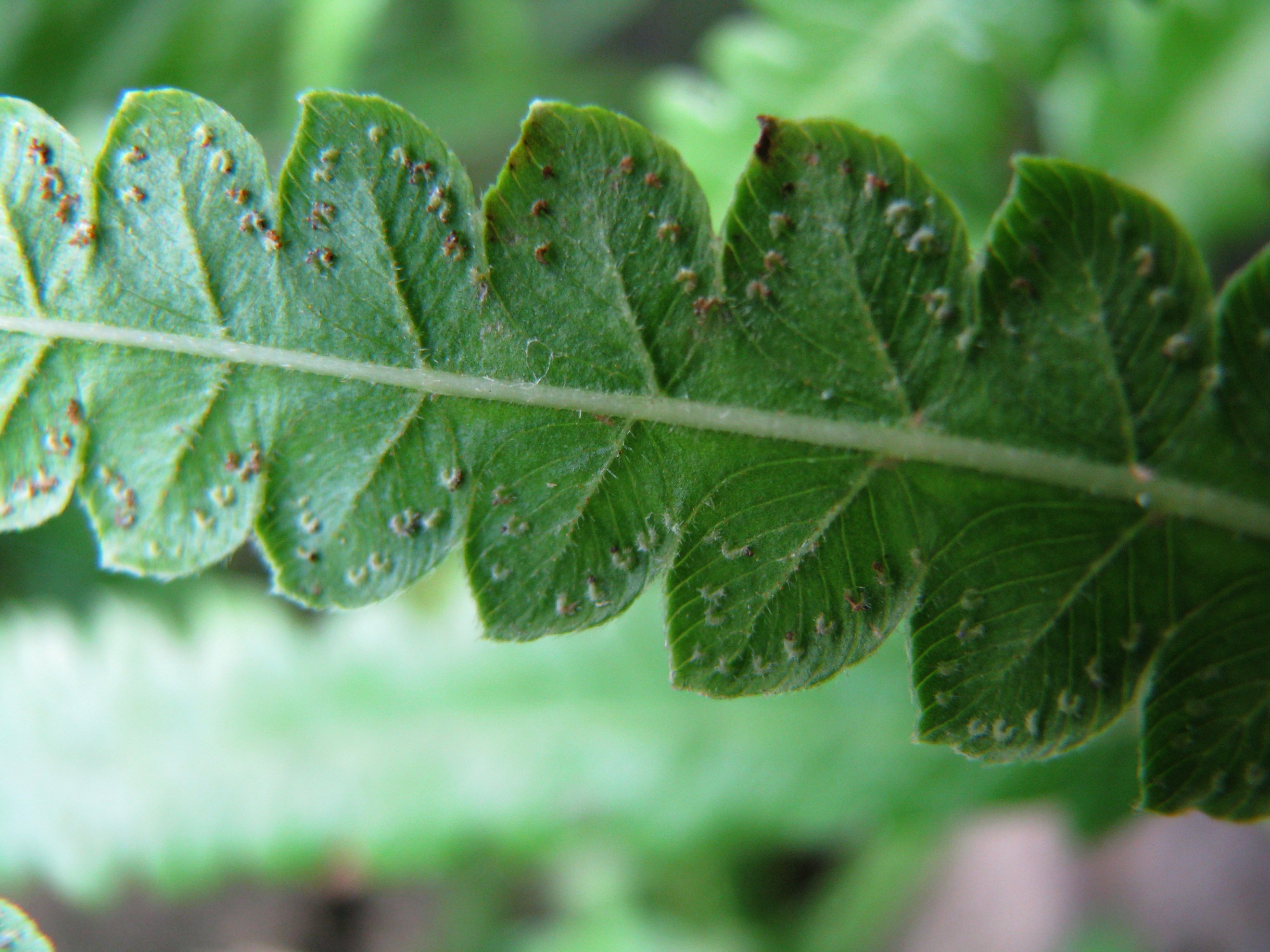
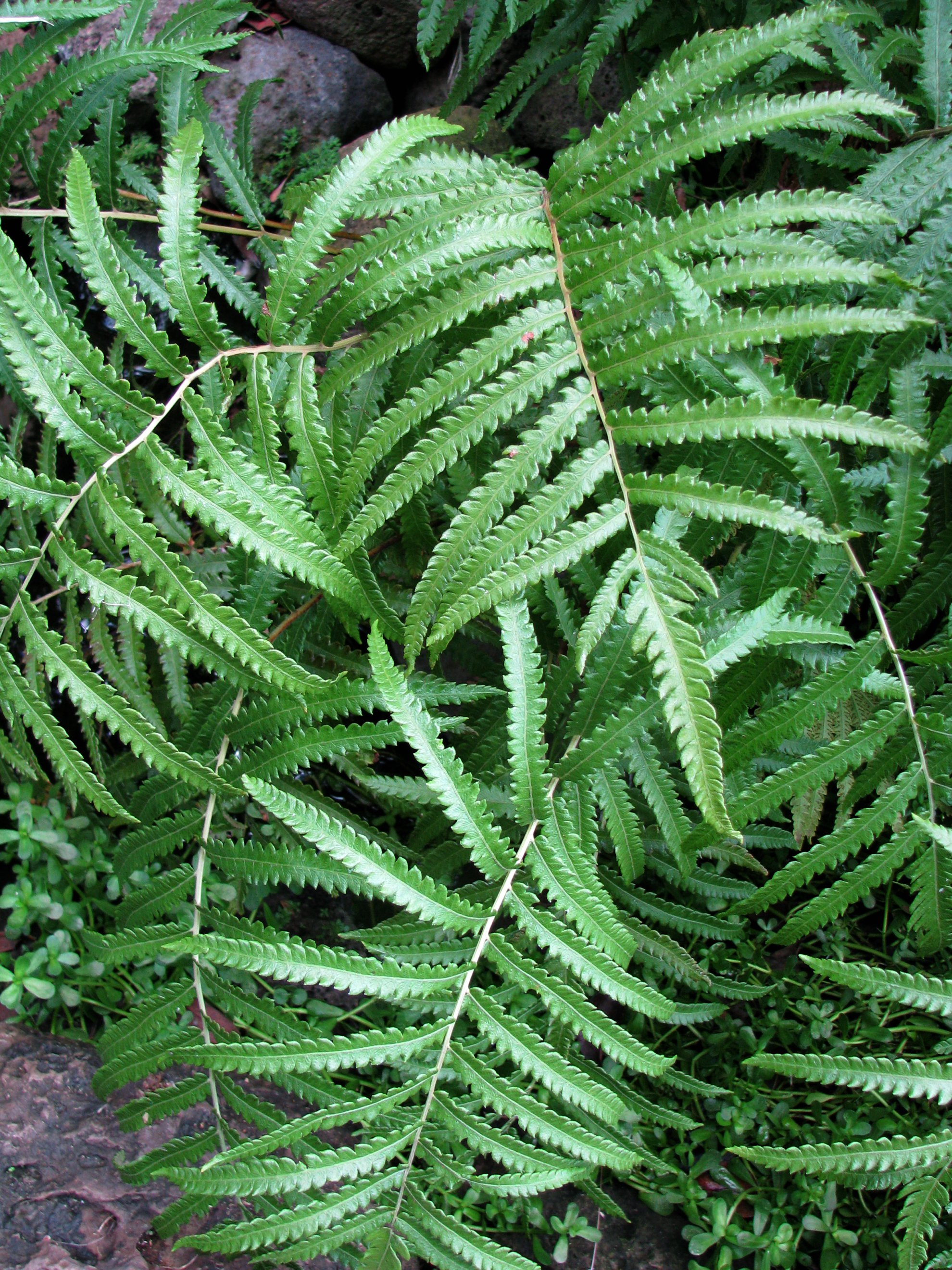
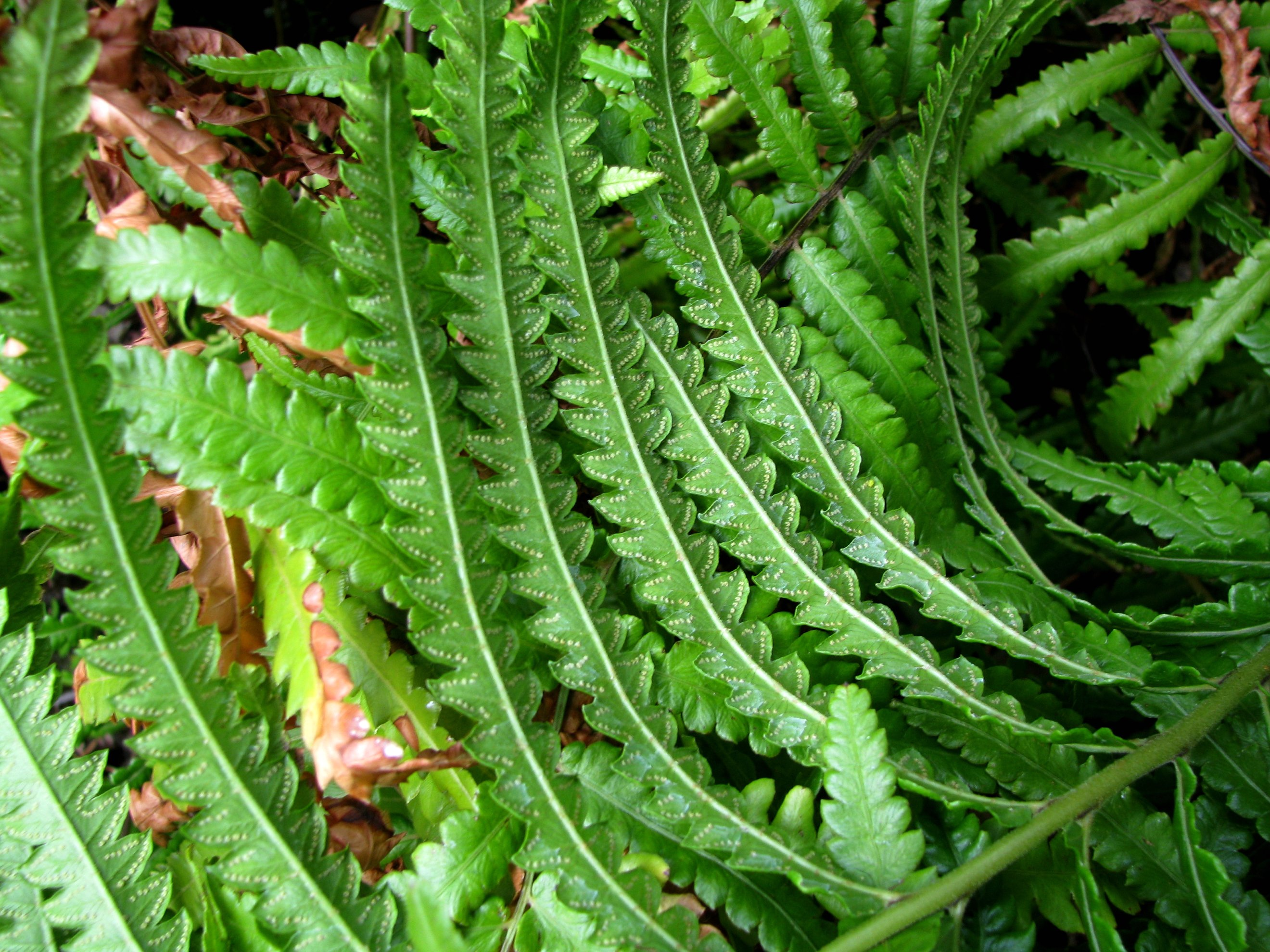
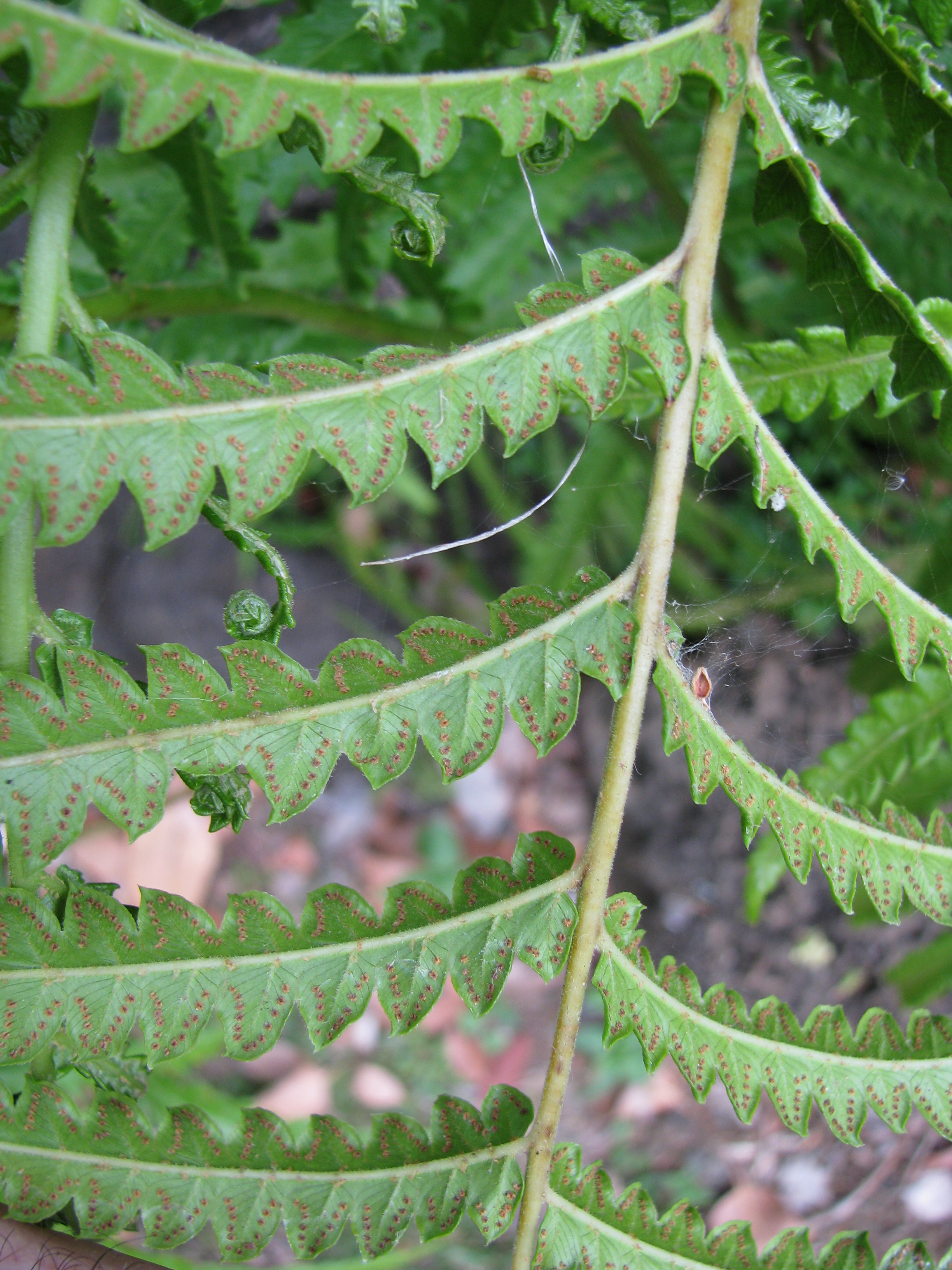
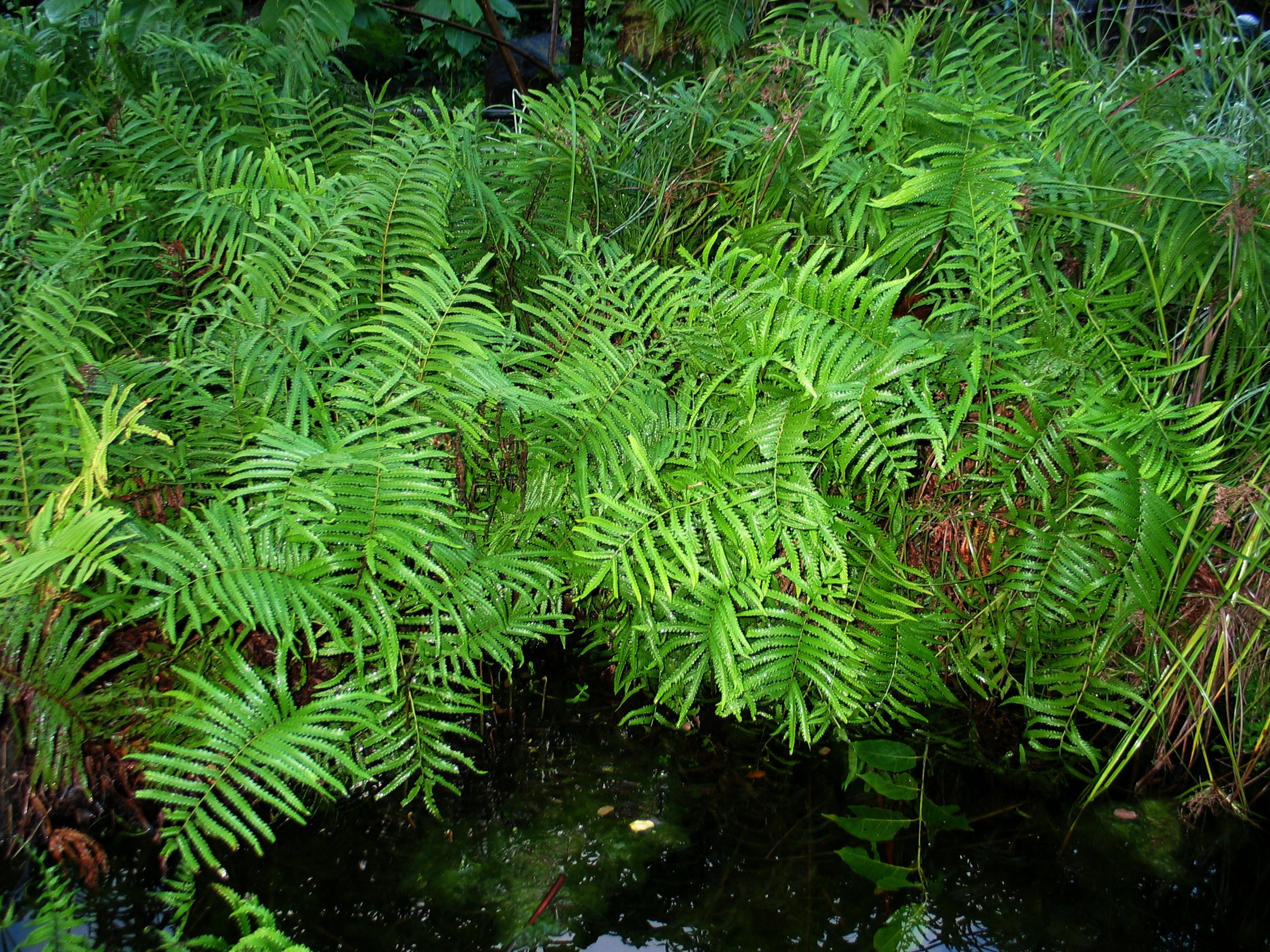